# Castellblanch
Castellblanch és una empresa dedicada a la fabricació de cava. Té els cellers a Sant Sadurní d'Anoia. L'empresa fou fundada com una empresa familiar el 1908 per Jerònim Parera Figueres amb el nom de Bodega Castellblanch, S.A, i força anys més tard passà a formar part del grup Rumasa. Des del 1984 pertany al grup Freixenet.
Les seves caves es poden visitar durant els caps de setmana.

## Caves Castellblanch
L'edifici de les caves Castellblanch és inclòs en l'Inventari del Patrimoni Arquitectònic Català. Es tracta d'un edifici de principis del segle XX de dos pisos situat als afores del nucli de la vila. Abans d'entrar en el recinte pròpiament, cal passar per un petit jardí. L'edifici està coronat per les lletres de Castellblanch, nom de les caves.